# Onthophagus excubitor
Onthophagus excubitor là một loài bọ cánh cứng trong họ Bọ hung (Scarabaeidae).